# Mecánica cuántica

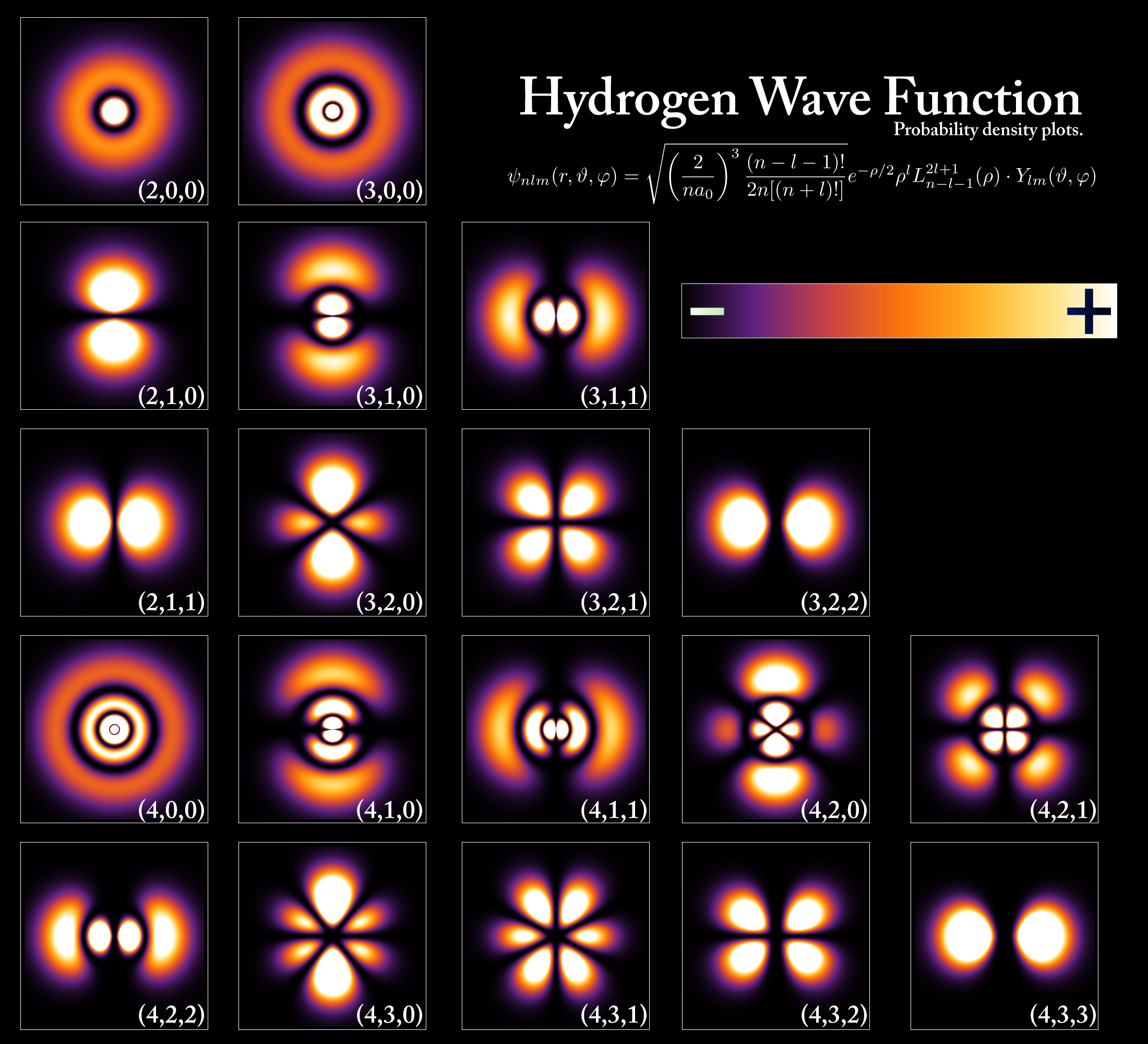
Funciones de onda del electrón en un átomo de hidrógeno en diferentes niveles de energía. La mecánica cuántica no puede predecir la ubicación exacta de una partícula en el espacio, solo la probabilidad de encontrarla en diferentes lugares. Las áreas más brillantes representan una mayor probabilidad de encontrar el electrón.

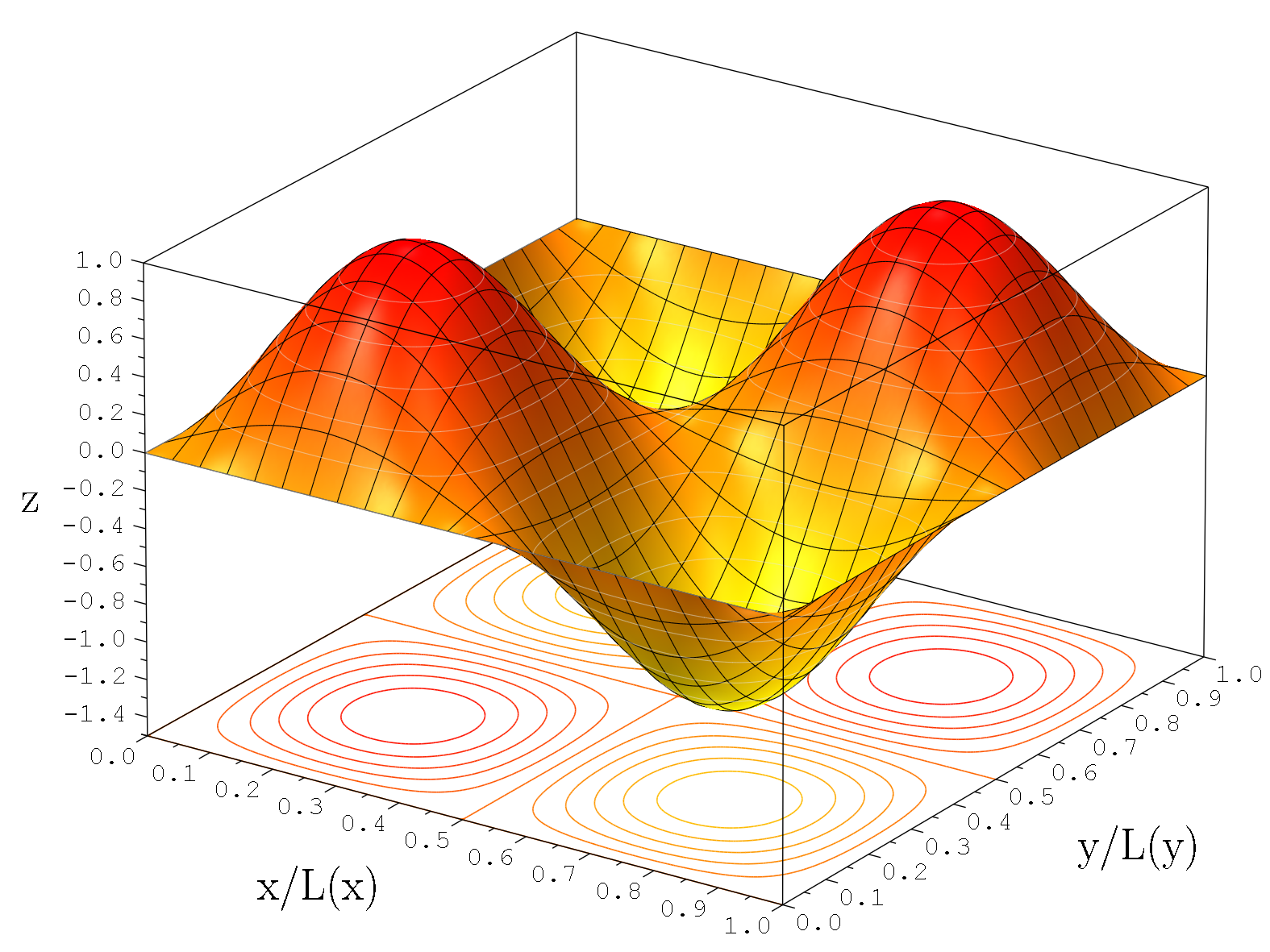
Esquema de una función de onda monoelectrónica u orbital en tres dimensiones, (Z positivo hacia arriba).

Esquema de un orbital en dos dimensiones.

La mecánica cuántica es la rama de la física que estudia la naturaleza a escalas espaciales pequeñas, los sistemas atómicos, subatómicos, sus interacciones con la radiación electromagnética y otras fuerzas, en términos de cantidades observables. Se basa en la observación de que todas las formas de energía se liberan en unidades discretas o paquetes llamados cuantos. Las partículas con esta propiedad pueden pertenecer a dos tipos distintos: fermiones o bosones. Algunos de estos últimos están ligados a una -interacción fundamental (por ejemplo, el fotón pertenece a la electromagnética). Sorprendentemente, la teoría cuántica solo permite normalmente cálculos probabilísticos o estadísticos de las características observadas de las partículas elementales, entendidos en términos de funciones de onda. La ecuación de Schrödinger desempeña, en la mecánica cuántica, el papel que las leyes de Newton y la conservación de la energía desempeñan en la mecánica clásica. Es decir, la predicción del comportamiento futuro de un sistema dinámico y es una ecuación de onda en términos de una función de onda la que predice analíticamente la probabilidad precisa de los eventos o resultados.
En teorías anteriores de la física clásica, la energía era tratada únicamente como un fenómeno continuo, en tanto que la materia se supone que ocupa una región muy concreta del espacio y que se mueve de manera continua. Según la teoría cuántica, la energía se emite y se absorbe en cantidades discretas y minúsculas. Un paquete individual de energía, llamado cuanto, en algunas situaciones se comporta como una partícula de materia. Por otro lado, se encontró que las partículas exponen algunas propiedades ondulatorias cuando están en movimiento y ya no son vistas como localizadas en una región determinada, sino más bien extendidas en cierta medida. La luz u otra radiación emitida o absorbida por un átomo solo tiene ciertas frecuencias (o longitudes de onda), como puede verse en la línea del espectro asociado al elemento químico representado por tal átomo. La teoría cuántica demuestra que tales frecuencias corresponden a niveles definidos de los cuantos de luz, o fotones, y es el resultado del hecho de que los electrones del átomo solo pueden tener ciertos valores de energía permitidos. Cuando un electrón pasa de un nivel permitido a otro, una cantidad de energía es emitida o absorbida, cuya frecuencia es directamente proporcional a la diferencia de energía entre los dos niveles.
La mecánica cuántica surge tímidamente en los inicios del siglo XX dentro de las tradiciones más profundas de la física para dar una solución a problemas para los que las teorías conocidas hasta el momento habían agotado su capacidad de explicar, como la llamada catástrofe ultravioleta en la radiación de cuerpo negro predicha por la física estadística clásica y la inestabilidad de los átomos en el modelo atómico de Rutherford. La primera propuesta de un principio propiamente cuántico se debe a Max Planck en 1900, para resolver el problema de la radiación de cuerpo negro, que fue duramente cuestionado, hasta que Albert Einstein lo convierte en el principio que exitosamente pueda explicar el efecto fotoeléctrico. Las primeras formulaciones matemáticas completas de la mecánica cuántica no se alcanzan hasta mediados de la década de 1920, sin que hasta el día de hoy se tenga una interpretación coherente de la teoría, en particular del problema de la medición.
El formalismo de la mecánica cuántica se desarrolló durante la década de 1920. En 1924, Louis de Broglie propuso que, al igual que las ondas de luz presentan propiedades de partículas, como ocurre en el efecto fotoeléctrico, las partículas, también presentan propiedades ondulatorias. Dos formulaciones diferentes de la mecánica cuántica se presentaron después de la sugerencia de Broglie. En 1926, la mecánica ondulatoria de Erwin Schrödinger implica la utilización de una entidad matemática, la función de onda, que está relacionada con la probabilidad de encontrar una partícula en un punto dado en el espacio. En 1925, la mecánica matricial de Werner Heisenberg no hace mención alguna de las funciones de onda o conceptos similares, pero ha demostrado ser matemáticamente equivalente a la teoría de Schrödinger. Un descubrimiento importante de la teoría cuántica es el principio de incertidumbre, enunciado por Heisenberg en 1927, que pone un límite teórico absoluto en la precisión de ciertas mediciones. Como resultado de ello, la asunción clásica de los científicos de que el estado físico de un sistema podría medirse exactamente y utilizarse para predecir los estados futuros tuvo que ser abandonada. Esto supuso una revolución filosófica y dio pie a numerosas discusiones entre los más grandes físicos de la época.
La mecánica cuántica propiamente dicha no incorpora a la relatividad en su formulación matemática. La parte de la mecánica cuántica que incorpora elementos relativistas de manera formal para abordar diversos problemas se conoce como mecánica cuántica relativista o ya, en forma más correcta y acabada, teoría cuántica de campos (que incluye a su vez a la electrodinámica cuántica, cromodinámica cuántica y teoría electrodébil dentro del modelo estándar) y más generalmente, la teoría cuántica de campos en espacio-tiempo curvo. La única interacción elemental que no se ha podido cuantizar hasta el momento ha sido la interacción gravitatoria. Este problema constituye entonces uno de los mayores desafíos de la física del siglo XXI. La mecánica cuántica se combinó con la teoría de la relatividad en la formulación de Paul Dirac de 1928, lo que, además, predijo la existencia de antipartículas. Otros desarrollos de la teoría incluyen la estadística cuántica, presentada en una forma por Einstein y Bose (la estadística de Bose-Einstein) y en otra forma por Dirac y Enrico Fermi (la estadística de Fermi-Dirac); la electrodinámica cuántica, interesada en la interacción entre partículas cargadas y los campos electromagnéticos, su generalización, la teoría cuántica de campos y la electrónica cuántica.
La mecánica cuántica proporciona el fundamento de la fenomenología del átomo, de su núcleo y de las partículas elementales (lo cual requiere necesariamente el enfoque relativista). También su impacto en teoría de la información, criptografía y química ha sido decisivo entre esta misma.

## Contexto histórico
La mecánica cuántica es, cronológicamente hablando, la última de las grandes ramas de la física. Se formuló a principios del siglo XX, casi al mismo tiempo que la teoría de la relatividad, aunque el grueso de la mecánica cuántica se desarrolló a partir de 1920 (siendo la teoría de la relatividad especial de 1905 y la teoría general de la relatividad de 1915).
Además al advenimiento de la mecánica cuántica existían diversos problemas no resueltos en la electrodinámica clásica. El primero de estos problemas era la emisión de radiación de cualquier objeto en equilibrio, llamada radiación térmica, que es la que proviene de la vibración microscópica de las partículas que lo componen. Usando las ecuaciones de la electrodinámica clásica, la energía que emitía esta radiación térmica tendía al infinito, si se suman todas las frecuencias que emitía el objeto, con ilógico resultado para los físicos. También la estabilidad de los átomos no podía ser explicada por el electromagnetismo clásico, y la noción de que el electrón fuera o bien una partícula clásica puntual o bien una cáscara esférica de dimensiones finitas resultaban igualmente problemáticas para esto.

### Radiación electromagnética
El problema de la radiación electromagnética de un cuerpo negro fue uno de los primeros problemas resueltos en el seno de la mecánica cuántica. Es en el seno de la mecánica estadística donde surgen por primera vez las ideas cuánticas en 1900. Al físico alemán Max Planck se le ocurrió un artificio matemático: si en el proceso aritmético se sustituía la integral de esas frecuencias por una suma no continua (discreta), se dejaba de obtener infinito como resultado, con lo que se eliminaba el problema; además, el resultado obtenido concordaba con lo que después era medido.
Fue Max Planck quien entonces enunció la hipótesis de que la radiación electromagnética es absorbida y emitida por la materia en forma de «cuantos» de luz o fotones de energía cuantizados introduciendo una constante estadística, que se denominó constante de Planck. Su historia es inherente al siglo XX, ya que la primera formulación cuántica de un fenómeno fue dada a conocer por el mismo Planck el 14 de diciembre de 1900 en una sesión de la Sociedad Física de la Academia de Ciencias de Berlín.
La idea de Planck habría permanecido muchos años solo como hipótesis sin verificar por completo si Albert Einstein no la hubiera retomado, proponiendo que la luz, en ciertas circunstancias, se comporta como partículas de energía (los cuantos de luz o fotones) en su explicación del efecto fotoeléctrico. Fue Albert Einstein quien completó en 1905 las correspondientes leyes del movimiento su teoría especial de la relatividad, demostrando que el electromagnetismo era una teoría esencialmente no mecánica. Culminaba así lo que se ha dado en llamar física clásica, es decir, la física no-cuántica.
Usó este punto de vista llamado por él «heurístico», para desarrollar su teoría del efecto fotoeléctrico, publicando esta hipótesis en 1905, lo que le valió el Premio Nobel de Física de 1921. Esta hipótesis fue aplicada también para proponer una teoría sobre el calor específico, es decir, la que resuelve cuál es la cantidad de calor necesaria para aumentar en una unidad la temperatura de la unidad de masa de un cuerpo.
El siguiente paso importante se dio hacia 1925, cuando Louis De Broglie propuso que cada partícula material tiene una longitud de onda asociada, inversamente proporcional a su masa, y a su velocidad. Así quedaba establecida la dualidad onda/materia. Poco tiempo después Erwin Schrödinger formuló una ecuación de movimiento para las «ondas de materia», cuya existencia había propuesto De Broglie y varios experimentos sugerían que eran reales.
La mecánica cuántica introduce una serie de hechos contraintuitivos que no aparecían en los paradigmas físicos anteriores; con ella se descubre que el mundo atómico no se comporta como esperaríamos. Los conceptos de incertidumbre o cuantización son introducidos por primera vez aquí. Además la mecánica cuántica es la teoría científica que ha proporcionado las predicciones experimentales más exactas hasta el momento, a pesar de estar sujeta a las probabilidades.

### Inestabilidad de los átomos clásicos
El segundo problema importante que la mecánica cuántica resolvió a través del modelo de Bohr, fue el de la estabilidad de los átomos. De acuerdo con la teoría clásica un electrón orbitando alrededor de un núcleo cargado positivamente debería emitir energía electromagnética perdiendo así velocidad hasta caer sobre el núcleo. La evidencia empírica era que esto no sucedía, y sería la mecánica cuántica la que resolvería este hecho primero mediante postulados ad hoc formulados por Bohr y más tarde mediante modelos como el modelo atómico de Schrödinger basados en supuestos más generales. A continuación se explica el fracaso del modelo clásico.
En mecánica clásica, un átomo de hidrógeno es un tipo de problema de los dos cuerpos en que el protón sería el primer cuerpo que tiene más del 99% de la masa del sistema y el electrón es el segundo cuerpo que es mucho más ligero. Para resolver el problema de los dos cuerpos es conveniente hacer la descripción del sistema, colocando el origen del sistema de referencia en el centro de masa de la partícula de mayor masa, esta descripción es correcta considerando como masa de la otra partícula la masa reducida que viene dada por

{\displaystyle \mu \,=\,{\frac {m_{e}m_{p}}{m_{e}+m_{p}}}\approx 0,999m_{e}}

Siendo {\displaystyle \scriptstyle m_{p}} la masa del protón y {\displaystyle \scriptstyle m_{e}} la masa del electrón. En ese caso el problema del átomo de hidrógeno parece admitir una solución simple en la que el electrón se moviera en órbitas elípticas alrededor del núcleo atómico. Sin embargo, existe un problema con la solución clásica, de acuerdo con las predicciones del electromagnetismo una partícula eléctrica que sigue un movimiento acelerado, como sucedería al describir una elipse debería emitir radiación electromagnética, y por tanto perder energía cinética, la cantidad de energía radiada sería de hecho:

{\displaystyle {\frac {dE_{r}}{dt}}={\frac {e^{2}a^{2}\gamma ^{4}}{6\pi \epsilon _{0}c^{3}}}\approx {\frac {\pi }{96}}{\frac {e^{14}m_{e}^{2}\gamma ^{4}}{\epsilon _{0}^{7}h^{8}c^{3}}}\geq 5,1\cdot 10^{-8}{\mbox{watt}}}

Ese proceso acabaría con el colapso del átomo sobre el núcleo en un tiempo muy corto dadas las grandes aceleraciones existentes. A partir de los datos de la ecuación anterior el tiempo de colapso sería de 10-8 s, es decir, de acuerdo con la física clásica los átomos de hidrógeno no serían estables y no podrían existir más de una cienmillonésima de segundo.
Esa incompatibilidad entre las predicciones del modelo clásico y la realidad observada llevó a buscar un modelo que explicara fenomenológicamente el átomo. El modelo atómico de Bohr era un modelo fenomenológico y provisorio que explicaba satisfactoriamente aunque de manera heurística algunos datos, como el orden de magnitud del radio atómico y los espectros de absorción del átomo, pero no explicaba cómo era posible que el electrón no emitiera radiación perdiendo energía. La búsqueda de un modelo más adecuado llevó a la formulación del modelo atómico de Schrödinger en el cual puede probarse que el valor esperado de la aceleración es nulo, y sobre esa base puede decirse que la energía electromagnética emitida debería ser también nula. Sin embargo, al contrario del modelo de Bohr, la representación cuántica de Schrödinger es difícil de entender en términos intuitivos.

### Desarrollo histórico
La teoría cuántica fue desarrollada en su forma básica a lo largo de la primera mitad del siglo XX. El hecho de que la energía se intercambie de forma discreta se puso de relieve por hechos experimentales como los siguientes, inexplicables con las herramientas teóricas anteriores de la mecánica clásica o la electrodinámica:

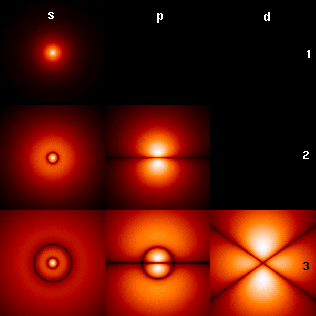
Fig. 1: La función de onda del electrón de un átomo de hidrógeno posee niveles de energía definidos y discretos denotados por un número cuántico n=1, 2, 3,... y valores definidos de momento angular caracterizados por la notación: s, p, d,... Las áreas brillantes en la figura corresponden a densidades elevadas de probabilidad de encontrar el electrón en dicha posición.

- Espectro de la radiación del cuerpo negro, resuelto por Max Planck con la cuantización de la energía. La energía total del cuerpo negro resultó que tomaba valores discretos más que continuos. Este fenómeno se llamó cuantización, y los intervalos posibles más pequeños entre los valores discretos son llamados quanta (singular: quantum, de la palabra latina para «cantidad», de ahí el nombre de mecánica cuántica). La magnitud de un cuanto es un valor fijo llamado constante de Planck, y que vale: 6,626 ×10-34 J·s.
- Bajo ciertas condiciones experimentales, los objetos microscópicos como los átomos o los electrones exhiben un comportamiento ondulatorio, como en la interferencia. Bajo otras condiciones, las mismas especies de objetos exhiben un comportamiento corpuscular, de partícula, («partícula» quiere decir un objeto que puede ser localizado en una región concreta del espacio), como en la dispersión de partículas. Este fenómeno se conoce como dualidad onda-partícula.
- Las propiedades físicas de objetos con historias asociadas pueden ser correlacionadas, en una amplitud prohibida para cualquier teoría clásica, solo pueden ser descritos con precisión si se hace referencia a ambos a la vez. Este fenómeno es llamado entrelazamiento cuántico y la desigualdad de Bell describe su diferencia con la correlación ordinaria. Las medidas de las violaciones de la desigualdad de Bell fueron algunas de las mayores comprobaciones de la mecánica cuántica.
- Explicación del efecto fotoeléctrico, dada por Albert Einstein, en que volvió a aparecer esa "misteriosa" necesidad de cuantizar la energía.
- Efecto Compton.

El desarrollo formal de la teoría fue obra de los esfuerzos conjuntos de varios físicos y matemáticos de la época como Schrödinger, Heisenberg, Einstein, Dirac, Bohr y Von Neumann entre otros (la lista es larga). Algunos de los aspectos fundamentales de la teoría están siendo aún estudiados activamente. La mecánica cuántica ha sido también adoptada como la teoría subyacente a muchos campos de la física y la química, incluyendo la física de la materia condensada, la química cuántica y la física de partículas.
La región de origen de la mecánica cuántica puede localizarse en la Europa central, en Alemania y Austria, y en el contexto histórico del primer tercio del siglo XX.

### Suposiciones más importantes
Las suposiciones más importantes de esta teoría son las siguientes:
- Al ser imposible fijar a la vez la posición y el momento de una partícula, se renuncia al concepto de trayectoria, vital en mecánica clásica. En vez de eso, el movimiento de una partícula puede ser explicado por una función matemática que asigna, a cada punto del espacio y a cada instante, la probabilidad de que la partícula descrita se halle en tal posición en ese instante (al menos, en la interpretación de la Mecánica cuántica más usual, la probabilista o interpretación de Copenhague). A partir de esa función, o función de ondas, se extraen teóricamente todas las magnitudes del movimiento necesarias.
- Existen dos tipos de evolución temporal, si no ocurre ninguna medida el estado del sistema o función de onda evolucionan de acuerdo con la ecuación de Schrödinger, sin embargo, si se realiza una medida sobre el sistema, este sufre un «salto cuántico» hacia un estado compatible con los valores de la medida obtenida (formalmente el nuevo estado será una proyección ortogonal del estado original).
- Existen diferencias notorias entre los estados ligados y los que no lo están.
- La energía no se intercambia de forma continua en un estado ligado, sino en forma discreta lo cual implica la existencia de paquetes mínimos de energía llamados cuantos, mientras en los estados no ligados la energía se comporta como un continuo.

## Descripción de la teoría

### Interpretación de Copenhague
Para describir la teoría de forma general es necesario un tratamiento matemático riguroso, pero aceptando una de las tres interpretaciones de la mecánica cuántica (a partir de ahora la Interpretación de Copenhague), el marco se relaja. La mecánica cuántica describe el estado instantáneo de un sistema (estado cuántico) con una función de onda que codifica la distribución de probabilidad de todas las propiedades medibles, u observables. Algunos observables posibles sobre un sistema dado son la energía, posición, momento y momento angular. La mecánica cuántica no asigna valores definidos a los observables, sino que hace predicciones sobre sus distribuciones de probabilidad. Las propiedades ondulatorias de la materia son explicadas por la interferencia de las funciones de onda.
Estas funciones de onda pueden variar con el transcurso del tiempo. Esta evolución es determinista si sobre el sistema no se realiza ninguna medida aunque esta evolución es estocástica y se produce mediante colapso de la función de onda cuando se realiza una medida sobre el sistema (Postulado IV de la MC). Por ejemplo, una partícula moviéndose sin interferencia en el espacio vacío puede ser descrita mediante una función de onda que es un paquete de ondas centrado alrededor de alguna posición media. Según pasa el tiempo, el centro del paquete puede trasladarse, cambiar, de modo que la partícula parece estar localizada más precisamente en otro lugar. La evolución temporal determinista de las funciones de onda es descrita por la ecuación de Schrödinger.
Algunas funciones de onda describen estados físicos con distribuciones de probabilidad que son constantes en el tiempo, estos estados se llaman estacionarios, son estados propios del operador hamiltoniano y tienen energía bien definida. Muchos sistemas que eran tratados dinámicamente en mecánica clásica son descritos mediante tales funciones de onda estáticas. Por ejemplo, un electrón en un átomo sin excitar se dibuja clásicamente como una partícula que rodea el núcleo, mientras que en mecánica cuántica es descrito por una nube de probabilidad estática que rodea al núcleo.
Cuando se realiza una medición en un observable del sistema, la función de ondas se convierte en una del conjunto de las funciones llamadas funciones propias o estados propios del observable en cuestión. Este proceso es conocido como colapso de la función de onda. Las probabilidades relativas de ese colapso sobre alguno de los estados propios posibles son descritas por la función de onda instantánea justo antes de la reducción. Considerando el ejemplo anterior sobre la partícula en el vacío, si se mide la posición de la misma, se obtendrá un valor impredecible x. En general, es imposible predecir con precisión qué valor de x se obtendrá, aunque es probable que se obtenga uno cercano al centro del paquete de ondas, donde la amplitud de la función de onda es grande. Después de que se ha hecho la medida, la función de onda de la partícula colapsa y se reduce a una que esté muy concentrada en torno a la posición observada x.
La ecuación de Schrödinger es determinista en el sentido de que, dada una función de onda a un tiempo inicial dado, la ecuación suministra una predicción concreta de qué función tendremos en cualquier tiempo posterior. Durante una medida, el eigen-estado al cual colapsa la función es probabilista y en este aspecto la mecánica cuántica es no determinista. Así que la naturaleza probabilista de la mecánica cuántica nace del acto de la medida. Esto conduce al problema de definir objetivamente en qué momento se produce la medida y la evolución pasa de lineal y determinista, a no-lineal y estocástica/aleatoria, cuestión que se conoce como problema de la medida y que, además de la interpretación de Copenhague, ha dado lugar a un número elevado de propuestas de resolución, conocidas como interpretaciones de la mecánica cuántica.

### Formulación matemática
En la formulación matemática rigurosa, desarrollada por Dirac y von Neumann, los estados posibles de un sistema cuántico están representados por vectores unitarios (llamados estados) que pertenecen a un Espacio de Hilbert complejo separable (llamado el espacio de estados). Qué tipo de espacio de Hilbert es necesario en cada caso depende del sistema; por ejemplo, el espacio de estados para los estados de posición y momento es el espacio de funciones de cuadrado integrable {\displaystyle \scriptstyle L^{2}(\mathbb {R} ^{3})}, mientras que la descripción de un sistema sin traslación pero con un espín {\displaystyle \scriptstyle n\hbar } es el espacio {\displaystyle \scriptstyle \mathbb {C} ^{2n+1}}. La evolución temporal de un estado cuántico queda descrita por la ecuación de Schrödinger, en la que el hamiltoniano, el operador correspondiente a la energía total del sistema, tiene un papel central.
Cada magnitud observable queda representada por un operador lineal hermítico definido sobre un dominio denso del espacio de estados. Cada estado propio de un observable corresponde a un eigenvector del operador, y el valor propio o eigenvalor asociado corresponde al valor del observable en aquel estado propio. El espectro de un operador puede ser continuo o discreto. La medida de un observable representado por un operador con espectro discreto solo puede tomar un conjunto numerable de posibles valores, mientras que los operadores con espectro continuo presentan medidas posibles en intervalos reales completos. Durante una medida, la probabilidad de que un sistema colapse a uno de los eigenestados viene dada por el cuadrado del valor absoluto del producto interno entre el estado propio o auto-estado (que podemos conocer teóricamente antes de medir) y el vector estado del sistema antes de la medida. Podemos así encontrar la distribución de probabilidad de un observable en un estado dado computando la descomposición espectral del operador correspondiente. El principio de incertidumbre de Heisenberg se representa por la aseveración de que los operadores correspondientes a ciertos observables no conmutan.

### Principio de Incertidumbre
Una de las consecuencias del formalismo cuántico es el principio de incertidumbre. En su forma más familiar, establece que ninguna medición de una partícula cuántica puede implicar simultáneamente predicciones precisas para la medición de su posición y la medición de su momento. Tanto posición como momento son observables, esto significa que son representados por operadores hermíticos. El operador posición {\displaystyle {\hat {X}}} y el operador momento {\displaystyle {\hat {P}}} no conmutan, pero satisfacen la relación de conmutación canónica:
{\displaystyle [{\hat {X}},{\hat {P}}]=i\hbar .}
Dado un estado cuántico, la regla de Born nos permite encontrar valores para {\displaystyle X} y {\displaystyle P}, así como sus cuadrados. Definiendo la incertidumbre para un observable usando desviación estándar, obteniendo
{\displaystyle \sigma _{X}={\sqrt {\langle {X}^{2}\rangle -\langle {X}\rangle ^{2}}},}
y de la misma manera para el momento:
{\displaystyle \sigma _{P}={\sqrt {\langle {P}^{2}\rangle -\langle {P}\rangle ^{2}}}.}
El principio de incertidumbre establece que
{\displaystyle \sigma _{X}\sigma _{P}\geq {\frac {\hbar }{2}}.}
En principio, cualquiera de las desviaciones estándar puede hacerse arbitrariamente pequeña, pero no ambas simultáneamente . Esta desigualdad se generaliza a pares arbitrarios de operadores autoadjuntos {\displaystyle A} y {\displaystyle B}. El conmutador de estos dos operadores es 
{\displaystyle [A,B]=AB-BA,}
y proporciona el límite inferior en el producto de las desviaciones estándar:
{\displaystyle \sigma _{A}\sigma _{B}\geq {\frac {1}{2}}\left|\langle [A,B]\rangle \right|.}
Otra consecuencia de la relación de conmutación canónica es que los operadores posición y momento son la transformada de Fourier del otro, de modo que una descripción de un objeto según su momento es la transformada de Fourier de su descripción según su posición. El hecho de que la dependencia en cantidad de movimiento sea la transformada de Fourier de la dependencia en posición significa que el operador de cantidad de movimiento es equivalente (hasta un factor de {\displaystyle i/\hbar }) al derivar respecto a su posición, ya que en análisis de Fourier la derivación corresponde a la multiplicación en el espacio dual. Esta es la razón por la que en las ecuaciones cuánticas en el espacio de posición, el momento {\displaystyle p_{i}} es reemplazado por {\displaystyle -i\hbar {\frac {\partial }{\partial x}}}, y en particular en la Ecuación de Schrödinger no relativista en el espacio de posiciones el momento al cuadrado es reemplazado por el laplaciano al cuadrado {\displaystyle -\hbar ^{2}}.

## Aplicaciones
En muchos aspectos, la tecnología moderna opera a una escala en la que los efectos cuánticos son significativos. Las aplicaciones importantes de la teoría cuántica incluyen la química cuántica, la óptica cuántica, la computación cuántica, los imanes superconductores, los diodos emisores de luz, el amplificador óptico y el láser, el transistor y semiconductores como el microprocesador, imágenes médicas y de investigación como la resonancia magnética y el microscopio electrónico. Las explicaciones de muchos fenómenos biológicos y físicos tienen su origen en la naturaleza del enlace químico, sobre todo la macromolécula del ADN.

## Relatividad y la mecánica cuántica
El mundo moderno de la física se funda notablemente en dos teorías principales, la relatividad general y la mecánica cuántica, aunque ambas teorías usan principios aparentemente incompatibles. Los postulados que definen la teoría de la relatividad de Einstein y la teoría del quántum están apoyados por rigurosa y repetida evidencia empírica. Sin embargo, ambas se resisten a ser incorporadas dentro de un mismo modelo coherente. Desde mediados del siglo XX, aparecieron teorías cuánticas relativistas del campo electromagnético (electrodinámica cuántica) y las fuerzas nucleares (modelo electrodébil, cromodinámica cuántica), pero no se tiene una teoría cuántica relativista del campo gravitatorio que sea plenamente consistente y válida para campos gravitatorios intensos (existen aproximaciones en espacios asintóticamente planos). Todas las teorías cuánticas relativistas consistentes usan los métodos de la teoría cuántica de campos.
En su forma ordinaria, la teoría cuántica abandona algunos de los supuestos básicos de la teoría de la relatividad, como por ejemplo el principio de localidad usado en la descripción relativista de la causalidad. El mismo Einstein había considerado absurda la violación del principio de localidad a la que parecía abocar la mecánica cuántica. La postura de Einstein fue postular que la mecánica cuántica si bien era consistente era incompleta. Para justificar su argumento y su rechazo a la falta de localidad y la falta de determinismo, Einstein y varios de sus colaboradores postularon la llamada paradoja de Einstein-Podolsky-Rosen (EPR), la cual demuestra que medir el estado de una partícula puede instantáneamente cambiar el estado de su socio enlazado, aunque las dos partículas pueden estar a una distancia arbitrariamente grande. Modernamente el paradójico resultado de la paradoja EPR se sabe es una consecuencia perfectamente consistente del llamado entrelazamiento cuántico. Es un hecho conocido que si bien la existencia del entrelazamiento cuántico efectivamente viola el principio de localidad, en cambio no viola la causalidad definido en términos de información, puesto que no hay transferencia posible de información. Si bien en su tiempo, parecía que la paradoja EPR suponía una dificultad empírica para la mecánica cuántica, y Einstein consideró que la mecánica cuántica en la interpretación de Copenhague podría ser descartada por experimento, décadas más tarde los experimentos de Alain Aspect (1981) revelaron que efectivamente la evidencia experimental parece apuntar en contra del principio de localidad. Y por tanto, el resultado paradójico que Einstein rechazaba como «sin sentido» parece ser lo que sucede precisamente en el mundo real.